# Zeta Tauri
Zeta Tauri (ζ Tau) – gwiazda w gwiazdozbiorze Byka, znajdująca się w odległości około 445 lat świetlnych od Słońca.

## Nazwa
Gwiazda ta ma nazwę własną Tianguan, która pochodzi z tradycji chińskiej. Nazwa chiń. 天關; pinyin Tiānguān; Wade-Giles T’ien kuan, oznacza „Bramę Niebios” i odnosiła się pierwotnie do tej i sąsiednich gwiazd. Międzynarodowa Unia Astronomiczna w 2017 roku formalnie zatwierdziła użycie nazwy Tianguan dla określenia tej gwiazdy.

## Charakterystyka
Jest to podolbrzym należący do typu widmowego B. Gwiazda obraca się bardzo szybko wokół osi, prędkość liniowa na równiku gwiazdy sięga 230 km/s, 115 razy więcej niż w przypadku Słońca. Gwiazdę otacza gęsty dysk materii, z którego pochodzą silne linie emisyjne wodoru w widmie gwiazdy. Rozmiar kątowy zarówno gwiazdy, jak i dysku został zmierzony, co wraz z pomiarem paralaksy pozwala stwierdzić, że gwiazda ma promień równy 5,5 R☉, a dysk rozciąga się na odległość 64 promieni Słońca od niej. Emisja z dysku wykazuje pewną zmienność, z okresem kilku lat, co jest typowe dla gwiazd typu Be. Masa gwiazdy jest równa około 9 mas Słońca, nieco mniejsza, niż jest potrzebna, aby gwiazda zakończyła życie jako supernowa.
Zeta Tauri ma mniejszą towarzyszkę, która okrąża ją z okresem obiegu 0,36 roku (ok. 130 dni) w odległości około 1 au.